# Alfred Jermaniš
Alfred Jermaniš (* 21. Januar 1967 in Koper) ist ein ehemaliger slowenischer Fußballspieler.

## Karriere

### Vereine
Jermaniš begann seine Profilaufbahn 1986 beim jugoslawischen Zweitligisten FC Koper. 1989 wechselte er zum Erstligisten NK Olimpija Ljubljana. Mit dem Verein wurde er 1991/92 slowenischer Meister. Anschließend wechselte er jede Saison den Verein. Von 1992 bis 2000 war er außerdem noch bei den Vereinen NK Mura, SK Rapid Wien, ND Gorica und APOEL Nikosia unter Vertrag. 1995 gewann er mit Rapid Wien den ÖFB-Cup. Mit ND Gorica wurde er 1995/96 slowenischer Meister. 2000 kehrte er zu FC Koper zurück. 2003 beendete er seine Karriere als Fußballspieler.

### Nationalmannschaft
Jermaniš’ Karriere in der slowenischen Nationalmannschaft begann direkt nach der Abspaltung von der SFR Jugoslawien, als er im ersten Länderspiel gegen Kroatien unter Trainer Bojan Prašnikar eingesetzt wurde. Er bestritt insgesamt 32 Länderspiele für Slowenien und schoss dabei ein Tor.

## Erfolge
NK Olimpija Ljubljana
- Slowenischer Meister: 1991/92

SK Rapid Wien
- Österreichischer Pokalsieger: 1994/95

ND Gorica
- Slowenischer Meister: 1995/96

APOEL Nikosia
- Zyprischer Pokalsieger: 1996/97